# Ряйсянен, Меэри
Ме́эри Ря́йсянен (фин. Meeri Räisänen; род. 2 декабря 1989, Тампере, Хяме) — финская хоккеистка, вратарь. В составе сборной Финляндии бронзовый призёр зимней Олимпиады 2018 года.

## Карьера игрока
Начала заниматься хоккеем в возрасте 13 лет. Выступала в финском женском чемпионате за клубы «Ильвес», «Блюз», ХПК и ЮП. Играла за команду американского университета Роберта Морриса и клуб Национальной женской хоккейной лиги «Коннектикут Уэйл». Также выступала в российском чемпионате за клуб СКИФ, в составе которого выиграла Кубок европейских чемпионов. За сборную Финляндии выступает с 2012 года; участница зимних Олимпийских игр 2014 года (была в заявке, но не сыграла ни матча) и 2018 года (была в заявке, но не сыграла ни матча). В 2015 году завоевала бронзовые медали чемпионата мира и попала в символическую сборную чемпионата.

## Личная жизнь
Окончила Питтсбургский университет Роберта Морриса по специальности «Психология».

## Статистика в сборной
| Год  | Сборная   | Турнир         | Игры | Победы | Поражения | Минуты | Пропущенные шайбы | Шатауты | Коэффициент надёжности | Процент сэйвов |
| ---- | --------- | -------------- | ---- | ------ | --------- | ------ | ----------------- | ------- | ---------------------- | -------------- |
| 2012 | Финляндия | Чемпионат мира | 3    | 1      | 0         | 98     | 9                 | 0       | 5.47                   | .800           |
| 2013 | Финляндия | Чемпионат мира | 2    | 1      | 0         | 75     | 2                 | 1       | 1.59                   | .895           |
| 2014 | Финляндия | Олимпиада      | 0    | 0      | 0         | 0      | 0                 | 0       | 0                      | 0              |
| 2015 | Финляндия | Чемпионат мира | 5    | 3      | 2         | 301    | 10                | 1       | 1.99                   | .932           |
| 2016 | Финляндия | Чемпионат мира | 6    | 2      | 4         | 346    | 12                | 1       | 2.43                   | .920           |
| 2018 | Финляндия | Олимпиада      | 0    | 0      | 0         | 0      | 0                 | 0       | 0                      | 0              |